# Alliance démocratique islamique
Ne doit pas être confondu avec Grande alliance démocratique.
Pour les articles homonymes, voir ADI et IJI.
L'Alliance démocratique islamique ou ADI (en ourdou :  اسلامی جمہوری اتحاد ou Islami Jamhoori Ittehad - IJI, en anglais : Islamic Democratic Alliance - IDA) est une coalition de partis politiques religieux ou conservateurs du Pakistan, fondée en 1988 et disparue en 1990, qui participe aux élections législatives de 1988 et de 1990.
Fondée autour de la Ligue musulmane du Pakistan, l'Alliance démocratique islamique est créée pour participer aux élections face au Parti du peuple pakistanais de Benazir Bhutto. Alors que Nawaz Sharif émerge rapidement comme le leader de l'alliance, cette dernière le mène au poste de Premier ministre en 1990. À la suite de divisions persistantes, l'alliance se décompose progressivement durant les années suivantes.

## Historique

### Formation et composition
L'alliance démocratique islamique est formée en septembre 1988, à peine un mois après la mort du président Muhammad Zia-ul-Haq, décédé dans un accident d'avion alors qu'il était au pouvoir dans le pays depuis son coup d’État militaire en 1977. Zia ayant dissout les assemblées peu avant sa mort, des élections législatives sont prévues pour la fin de l'année. L'ADI est créée dans le but de combattre le Parti du peuple pakistanais, principale formation d'opposition qui a mis dans le même temps fin à une coalition d'opposition, le Mouvement pour la restauration de la démocratie. Elle est fondée notamment sous l'impulsion du directeur général de l'Inter-Services Intelligence, Hamid Gul et est plus généralement accusée d'être une émanation de l'armée.
L'alliance est composée de neuf partis politiques, dont le principal est la Ligue musulmane du Pakistan, ainsi que le Parti national du peuple de Ghulam Mustafa Jatoi et la Jamaat-e-Islami, l'un des principaux partis islamistes, le Markazi Jamaat-i Ahle Hadith, une branche de la Jamiat Ulema-e-Islam, la Jamaat-ul Mashaikh, le Hizbe Jihad, l'Azad Group et le Nizam-i Mustafa Group. Elle se veut le successeur de l'Alliance nationale du Pakistan, qui avait été formée pour contester le Parti du peuple pakistanais pour les élections législatives de 1977.

### Résultats aux élections

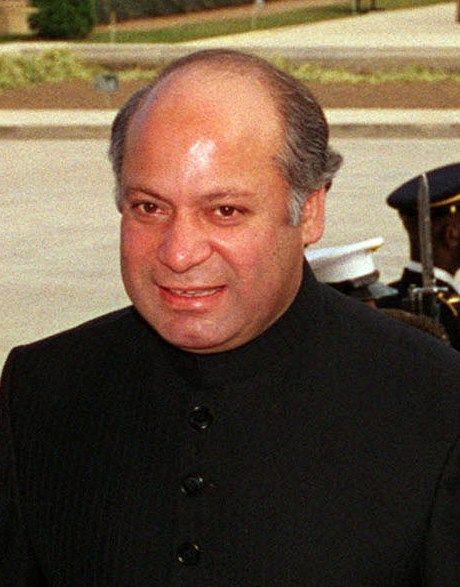
Nawaz Sharif en 1998.

Lors des élections législatives de 1988, la coalition ne parvient pas à faire barrage au Parti du peuple pakistanais dont la dirigeante Benazir Bhutto devient Premier ministre, et réunit environ 30 % des voix et 60 députés sur 272 à l'Assemblée nationale. Toutefois, elle arrive en tête dans la province du Pendjab et permet à Nawaz Sharif de s'appuyer sur une majorité à l'Assemblée provinciale du Pendjab pour devenir ministre en chef.
En revanche, la coalition remporte les élections législatives de 1990 en décrochant près de 105 sièges et 37 % des voix, soit deux fois plus de député que le Parti du peuple pakistanais qui réalise cependant une légère meilleure performance dans les urnes. Le chef de l'alliance, Nawaz Sharif, devient ensuite Premier ministre. La justice a cependant ensuite accusé des hauts gradés de l'armée, le chef de l'armée Mirza Aslam Beg et le chef de l'ISI Asad Durrani, d'avoir organisé des fraudes électorales au profit de l'ADI lors de ces élections.

### Dissolution
Peu après les élections législatives de 1990, les partis religieux tendant de former leur propre alliance, l'ADI se sépare et ne se présentera pas aux élections législatives de 1993, la Ligue musulmane du Pakistan (N) émergeant comme le plus important parti issu de cette coalition. Entre 1991 et 1993, la plupart des composantes de l'alliance partent où sont progressivement expulsées.